# Dyschirus planatus
Dyschirus planatus är en skalbaggsart som beskrevs av Carl Hildebrand Lindroth. Dyschirus planatus ingår i släktet Dyschirus och familjen jordlöpare. Inga underarter finns listade i Catalogue of Life.